# Cherry blossom (Pritsのアルバム)
『cherry blossom』（チェリー・ブロッサム）は、Pritsの1作目のアルバムである。2002年12月25日にスターチャイルドから発売された。この作品以降、Pritsは事実上の解散となっている。

## 解説
2、3枚目のシングル「告白“決めてよ!”」「Private Emotion」の表題曲は収録されていない。「Private Emotion」では、枠にはまったフルコースをイメージしたのに対し、このアルバムでは、いっぱい出てくるようなフルコースをイメージしたコンセプトになっている。収録曲の中には、このアルバムの為に収録されたものが7曲入っている。この内の一曲は、カバー曲での収録を予定しており、その候補の一つに「恋のバカンス」が挙がっていたが、Pritsの反対で採用されなかった。
名前の由来は、デビューシングル「Sakura Revolution」の桜に因み、花の次は実が生るという意味が込められているが、これは後付けの理由で、小林由美子がさくらんぼを英語にしたらとポロっと発言したことがきっかけである。
ジャケット写真は、空気の澄んだある遊園地のリカちゃんタウンで撮影され、声優としてというより、プライベートとしてのPritsの4人を表現している。

### 曲の解説
- 最初の「Sakura Explosion 〜桜楽章〜」は、「Sakura Revolution」のインスト編曲版で、音楽ディレクターが一番力を入れた曲である。[5]そのためこの曲は、「Sakura Revolution」に繋がるように仕上っている。[5]
- 3曲目の「love MAX」は、アルバムの為に書き下ろされた曲で、Pritsの4人で一つの曲である中で、デモテープを聞いた時点で、小林由美子の為にあるようなものであると水樹奈々は語っているが、小林由美子は望月久代の為にあると語っている。[5]
- 6曲目の「1・2・3」では、間奏で大騒ぎしている様子が収録されており、その中で小林由美子は「1、2、3、ダー!!」とガヤを入れる[4]など、レコーディングで楽しかったと振り返り[5]、水樹奈々はこの曲について、思い入れがあると語った。[4]
- 7曲目の「願い」は、Pritsの深層心理を描いたような曲で、大人っぽく歌われている。[6][5]
- 9曲目の「幸せのオブジェ」は、異国チックの雰囲気が漂い[5]、コーラスが何重にも重なったきれいな曲[4][7]になっている。
- 11曲目の「GAMBAらなくちゃね 〜Prits Emotion〜」は、LINDBERGの「GAMBAらなくちゃね」をカバーした曲で、Pritsの新たな側面を感じる曲である。[5][8]
- 最後の「Power White」は、冬の季節に似合い、アルバムの最後に相応しい曲になっている。[5][9]

このアルバムに収録されたシングル収録曲については、それぞれ「Sakura Revolution」、「告白“決めてよ!”」、「Private Emotion」を参照のこと。

## 収録曲
1. Sakura Explosion 〜桜楽章〜 [1:09]
作曲：堀隆、編曲：五島翔
Instrumental曲
2. Sakura Revolution [4:32]
作詞：只野菜摘、作曲・編曲：堀隆
3. love MAX [3:54]
作詞：只野菜摘、作曲：伊藤千夏、編曲：堀隆
4. ダイスキ!! [3:35]
作詞：牧穂エミ、作曲・編曲：水島康貴
5. Frozen Lover [4:22]
作詞：只野菜摘、作曲・編曲：小西貴雄
6. 1・2・3 [3:27]
作詞・作曲：イズミカワソラ、編曲：堀隆
7. 願い [5:26]
作詞：ハギワラセイジ、作曲: ハギワラユウジ、編曲：五島翔
8. Love States 〜ラブ ステイツ〜 [4:19]
作詞：根津洋子、作曲：西崎憲一、編曲：堀隆
9. 幸せのオブジェ [4:02]
作詞：只野菜摘、作曲：Urara、編曲：堀隆
10. Love & Peace [4:55]
作詞：只野菜摘、作曲・編曲：水島康貴
11. GAMBAらなくちゃね 〜Prits Emotion〜 [4:46]
作詞：渡瀬マキ、作曲：小柳昌法、編曲：DECKY
LINDBERG楽曲カバー
12. Powder White [4:54]
作詞・作曲：イズミカワソラ、編曲：五島翔

## カバー
願い
- Friends - 2008年放送のテレビアニメ『今日の5の2』のエンディングテーマとして使用され2009年1月7日発売のアルバム『BEST FRIENDS』に収録